# أفضل عشرة مخترعين يابانيين
أكمل نظام الحقوق الصناعية في اليابان عامه 100 في عام 1985. وكاحتفالية بهذه الذكرى قام مكتب براءات الاختراع الياباني باختيار عشرة مخترعين كان لمساهماتهم دوراً ذا أهمية تاريخية في التنمية الصناعية في اليابان

## المخترعون
- ساكيشي تويودا، رقم براءة الاختراع 1195، آلة نسيج خشبية بتحكم بشري.
- ميكيموتو كويتشي، رقم براءة الاختراع 2670، اللؤلؤ الصناعي.
- جوكتشي تاكامين، رقم براءة الاختراع 4785، أدرينالين.
- كيكناي إيكيدا، رقم براءة الاختراع 14805، غلوتامات أحادية الصوديوم.
- أوماترو سوزوكي، رقم براءة الاختراع 20785، فيتامين ب1.
- كيوتا سوجيموتو، رقم براءة الاختراع 27877، صلب كي إس.
- كوتارو هوندا، رقم براءة الاختراع 32234، آلة الكتابة اليابانية.
- هيداتسوجو ياغي، رقم براءة الاختراع 69115، هوائي الياغي.
- ياسوجيرو نيوا، رقم براءة الاختراع 84722
- توكاشيتشي ميشيما، رقم براءة الاختراع 96371، صلب إم كي إم.

## اقرأ أيضًا
- قائمة العلماء المخترعين